# Pediobius fujianensis
{{Taxobox
| name = Pediobius fujianensis
| status = 
| image = 
| image_caption = 
| domain_sv = 
| domain = 
| regnum_sv = Djur
| regnum = Animalia
| phylum_sv = Leddjur
| phylum = Arthropoda
| classis_sv = Egentliga insekter
| classis = Insecta
| ordo_sv = Steklar
| ordo = Hymenoptera
| familia_sv = Finglanssteklar
| familia = Eulophidae
| genus_sv = 
| genus = Pediobius
| species_sv = 
| species = Pediobius fujianensis
| taxon = Pediobius fujianensis
| taxon_authority = [[Mao-Ling Sheng|Sheng]] & Li, 1992
| range_map = 
| range_map_caption = Utbredningsområde
| image2 = 
| image2_caption = 
| subphylum = Hexapoda
| subphylum_sv = Sexfotingar
| superfamilia = Chalcidoidea
| superfamilia_sv = Glanssteklar
| synonyms = Pediobius fujiangensis Shen & Li, 1992
}}
Pediobius fujianensis är en stekelart som beskrevs av Mao-Ling Sheng och Li 1992. Pediobius fujianensis ingår i släktet Pediobius och familjen finglanssteklar. Inga underarter finns listade i Catalogue of Life.